# Alphabet général de l'URSS
L’Alphabet général de l’URSS (russe : Суммарный алфавит, принятый в СССР) est un jeu de 400 caractères latins et cyrilliques nécessaires pour écrire les 90 langues parlées en URSS.

## Description
Une liste des alphabets qui peuvent être formés à partir des caractères de l'« alphabet général » :
- Sur une base graphique cyrillique : abaza, abkhaze, adyguéen, altaï méridional, avar, azéri, bachkir, biélorusse, bouriate, bulgare, chor, darguine, erzya, eskimo, évène, evenki, iakoute, kabarde, kalmouk, karakalpak, kazakh, khakasse, khanty, kirghize, komi-permiak, koriak, koumyk, kurde, lak, latgalien, lezghien, macédonien, mansi, mari des montagnes, mari des prairies, mokcha, moldave (sans la lettre ӂ créée en 1967), mongol, nanaï, nénètse, nivkhe, nogaï, ossète, oudihé, oudmourte, ouïghour, ouzbek, romani, russe, same, selkoupe, shughni, tabassaran, tadjik, tat, tatar, tcherkesse, tchétchène, tchouktche, tchouvache, touvain, turkmène, ukrainien.
- Basé sur le latin : albanais, allemand, anglais, carélien, croate, danois, espagnol, estonien, finnois, français, hongrois, islandais, italien, letton, lituanien, néerlandais, norvégien, polonais, portugais, roumain, serbe, slovaque, slovène, suédois, tchèque, turc.

## 1953

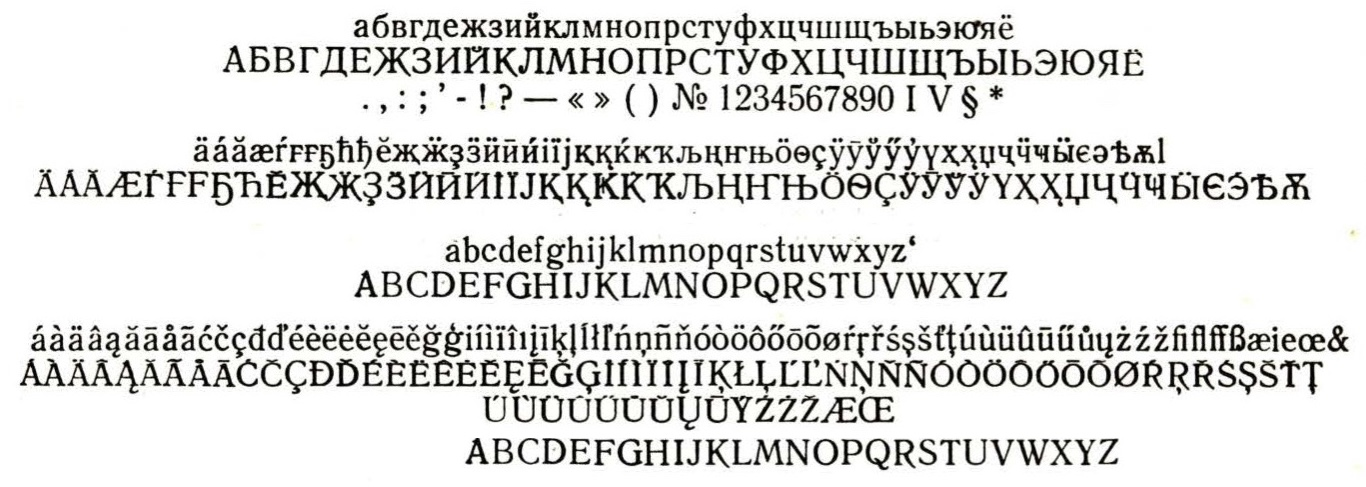
Les caractères de l’Alphabet général de l’URSS dans un catalogue de polices Monotype et Linotype en 1953.

| абвгдежзийклмнопрстуфхцчшщъыьэюяё                                              |
| АБВГДЕЖЗИЙКЛМНОПРСТУФХЦЧШЩЪЫЬЭЮЯЁ                                              |
| .,:;-!?—«»() № 123456789 I V §                                                 |
| ӓа́ӑӕѓғғҕћђӗҗӝҙӟӥӣи́іїјққќҝҡљңҥњӧөҫӱӯўӳу̓үҳҳџҷӵҹӹєэ́ѣѫӏ                            |
| ӒА́ӐӔЃҒҒҔЋ[Ђ]ӖҖӜҘӞӤӢИ́ІЇЈҚҚЌҜҠЉҢҤЊӦӨҪӰӮЎӲУ̓ҮҲҲЏҶӴҸӸЄЭ́ѢѪ[Ӏ]                        |
| abcdefghijklmnopqrstuvwxyz‘                                                    |
| ABCDEFGHIJKLMNOPQRSTUVWXYZ                                                     |
| áàäâąăāåãćčçđďéèëėĕęēěğģi̇íìïîıįīķļĺłľńņññňóòöôőōõøŕŗřśşšťţúùüûūűůųżźžﬁﬂﬀßæieœ& |
| ÁÀÄÂĄĂĀÅÃĆČÇĐĎÉÈËĖĔĘĒĚĞĢİÍÌÏÎIĮĪĶĻĹŁĽŃŅÑÑŇÓÒÖÔŐŌÕØŔŖŘŚŞŠŤŢÚÙÜÛŪŰŮŲŻŹŽÆŒ        |